# Festa do Sacrifício
Esta página contém alguns caracteres especiais e é possível que a impressão não corresponda ao artigo original.

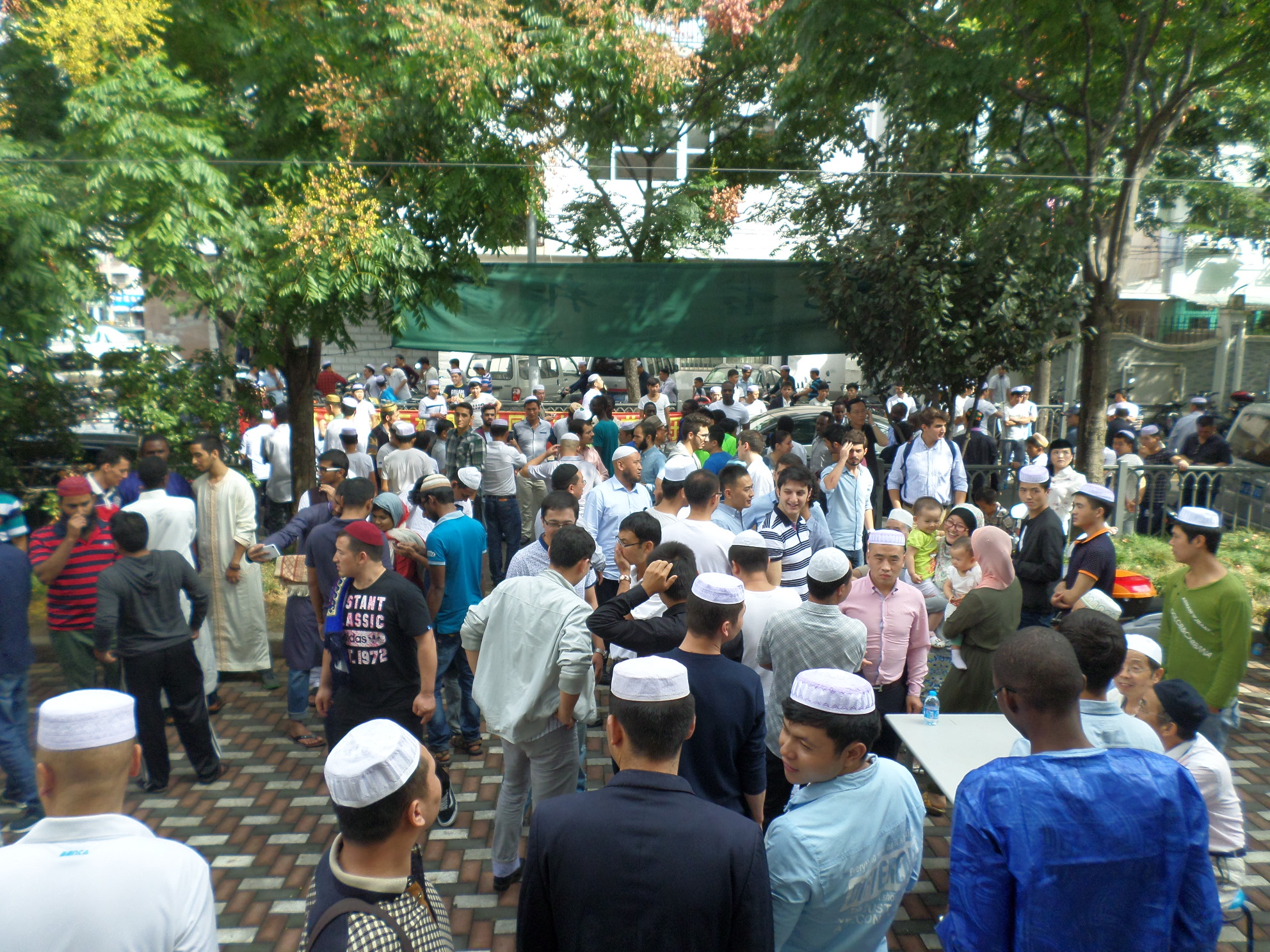
Festa do Sacrifício

Eid al-Adha (em árabe : عيد الأضحى transliteração: Eid Alatz'ha), ou Eid ul-Adha também conhecido como Grande Festa ou Festa do Sacrifício, é um festival muçulmano que sucede a realização do haje, a peregrinação a Meca. É comemorado a partir do décimo dia do mês de Dulrija (no último mês do ano lunar no Calendário islâmico), e a festa tem duração de quatro dias. É celebrado pelos muçulmanos de todo o planeta em memória da disposição do profeta Ibrahim (Abraão) em sacrificar o seu filho Ismael conforme a vontade de Deus. Ocorre 70 dias após o Ramadã as festas coincidem com o Haje. Está interligada ao Eid al–Fitr, que marca o fim do jejum do Ramadã, uma festa interligada e é a primeira festa. No Eid al-Adha é feito a troca de presentes e o sacrifício de animais onde a carne é dividida com familiares e com os pobres.
A partir do décimo dia do mês, por quatro dias se comemora a Festa do Sacrifício (Eid al-Adha), que é um dos dois principais feriados no Islã. Segundo a tradição islâmica, este feriado marca o sacrifício de Ismael por Abraão (história aparece no Corão e uma história paralela do sacrifício de Isaque na Bíblia Hebraica).

## História
No Alcorão, o profeta Abraão , que acredita em Deus, teve um sonho em que ele mata o seu filho e, ao contrário da tradição hebraica, que afirma que Abraão iria sacrificar Isaque, no alcorão e, conforme a tradição muçulmana, Abraão tem um sonho onde oferece Ismael como um sacrifício a Deus. Ele revela ao filho o sonho e o filho diz ao pai para respeitar a vontade de Deus. O profeta Abraão desloca-se para o Monte Arafate e, em comum acordo com Ismael, prova sua fé se dispondo a sacrificar seu filho a Deus. A partir daqui, semelhante a tradição hebraica, Alá providencia um cordeiro.
A tradição muçulmana afirma que quando Ismael estava com 13 anos e Ibrahim com 99 anos, foi revelado por sonho a respeito do sacrifício que deveria ofertar seu filho. Na tradição cristã, corroborando este fato, Deus pede a Abraão seu único filho por sacrifício. Ismael aquiesceu com o sacrifício de si próprio, e tendo passado pela prova, foram ao Monte Arafate e Alá providenciou o sacrifício substituto. Depois desta provação vencida, e a tradição muçulmana afirma que Deus concedeu que Abraão tivesse seu segundo filho, Isaque.
A Adha marca um dos rituais das práticas destaques entre o povo muçulmano. O ensino semelhante na tradição hebraica e cristã é igualmente estimulado, ainda que não seja incentivada festas ou peregrinações. Na cultura cristã, o sacrifício do filho de Abraão é considerada uma tipologia de Cristo Jesus. A diferença na cultura muçulmana é que após as festas do sacrifício, não se apresenta tipologias com a festa cristã, nem se aceita que o sacrifício tenha sido de Isaque, assim inicia-se a peregrinação à Meca, que dura em torno de uma semana.

## Forma de celebração
A comemoração, que lembra o sacrifício de Ibrahim, dura até quatro dias. No primeiro dia, homens, mulheres e crianças vestem as melhores roupas que possuem e realizam a salat (a oração) numa grande congregação. Os sacrifícios devem ser oferecidos somente após as orações.
Todos os muçulmanos que possuem meios econômicos devem sacrificar animais como forma de lembrar o acontecimento. Em alguns casos em vez de 1 sacrificam-se 2, 3 ou até centenas. É condição obrigatória que o animal seja macho, adulto e saudável. A carne que resulta destes sacrifícios é distribuída por um terço para familiares, um terço para vizinhos e um terço para os pobres.
Os muçulmanos que vivem em alguns países em que a legislação estabelece que os animais devam ser respeitados ficam impossibilitados de realizar este festival da forma tradicional. Estes muçulmanos optam por fazer donativos a organizações de caridade, que executam o sacrifício em seu nome e distribuem a carne entre os pobres de um país escolhido pelo doador.
Faz parte dessa comemoração, visitar amigos e familiares. Em algumas nações, por tradição cultural e não pelo Islam, algumas pessoas trocam presentes. Enquanto Eid al-Adha é sempre no mesmo dia do calendário islâmico, a data no calendário gregoriano varia de ano para ano desde que o calendário islâmico é um calendário lunar e o gregoriano é um calendário solar.

## Calendário
- 10 de maio de 1995 (1415)
- 28 de abril de 1996 (1416)
- 18 de abril de 1997 (1417)
- 7 de abril de 1998 (1418)
- 28 de março de 1999 (1419)
- 16 de março de 2000 (1420)
- 5 de março de 2001 (1421)
- 23 de fevereiro de 2002 (1422)
- 12 de fevereiro de 2003 (1423)
- 1 de fevereiro de 2004 (1424)
- 21 de janeiro de 2005 (1425)
- 10 de janeiro de 2006 (1426)
- 31 de dezembro de 2006 (1427)
- 20 de dezembro de 2007 (1428)
- 8 de dezembro de 2008 (1429)
- 27 de novembro de 2009 (1430)
- 16 de novembro de 2010 (1431)
- 6 de novembro de 2011 (1432)
- 26 de outubro de 2012 (1433)
- 15 de outubro de 2013 (1434)
- 5 de outubro de 2014 (1435)
- 24 de setembro de 2015 (1436)
- 12 de setembro de 2016 (1437)
- 1 de setembro de 2017 (1438)
- 22 de agosto de 2018 (1439)
- 11 de agosto de 2019 (1440)
- 30 de julho de 2020 (1441)
- 19 de julho de 2021 (1442)
- 8 de julho de 2022 (1443)
- 27 de junho de 2023 (1444)
- 16 de junho de 2024 (1445)